# Équipe de Suisse de football à la Coupe du monde 1962
L'équipe de Suisse de football participe à sa cinquième phase finale de Coupe du monde lors de l'édition 1962 qui se tient au Chili du 30 mai 1962 au 17 juin 1962.
Les seize nations participantes sont réparties en quatre groupes de quatre équipes, les deux premiers de chaque groupe se qualifiant pour les quarts de finale. La Suisse termine au quatrième rang du groupe 2.

## Phase qualificative

### Zone Europe - groupe 1
| Rang | Équipe   | Pts | J | G | N | P | Bp | Bc | Diff |  | Résultats (▼ dom., ► ext.) |     |     |     |
| ---- | -------- | --- | - | - | - | - | -- | -- | ---- |  | -------------------------- | --- | --- | --- |
| 1    | Suède    | 6   | 4 | 3 | 0 | 1 | 10 | 3  | +7   |  | Suède                      |     | 4-0 | 2-0 |
| 1    | Suisse   | 6   | 4 | 3 | 0 | 1 | 9  | 9  | 0    |  | Suisse                     | 3-2 |     | 2-1 |
| 3    | Belgique | 0   | 4 | 0 | 0 | 4 | 3  | 10 | -7   |  | Belgique                   | 0-2 | 2-4 |     |

#### Match d'appui
| 12 novembre 1961          | Suisse                      | 2 - 1   | Suède     | Stade olympique, Berlin-Ouest                 |                                               |
| Historique des rencontres | Schneiter 62e · Antenen 82e | (0 - 1) | 21e Brodd | Spectateurs : 50 000 Arbitrage : Albert Dusch | Spectateurs : 50 000 Arbitrage : Albert Dusch |
| Historique des rencontres | Détails                     |         |           | Spectateurs : 50 000 Arbitrage : Albert Dusch | Spectateurs : 50 000 Arbitrage : Albert Dusch |

## Préparation
| Match amical                           | Angleterre                                | 3 - 1   | Suisse       | Wembley, Londres                                         |                                                          |
| 9 mai 1962 · Historique des rencontres | Flowers 20e · Hitchens 21e · Connelly 36e | (3 - 1) | 32e Allemann | Spectateurs : 30 000 Arbitrage : Daniel Zariquiegui Izco | Spectateurs : 30 000 Arbitrage : Daniel Zariquiegui Izco |
| 9 mai 1962 · Historique des rencontres | Rapport                                   |         |              | Spectateurs : 30 000 Arbitrage : Daniel Zariquiegui Izco | Spectateurs : 30 000 Arbitrage : Daniel Zariquiegui Izco |

## Phase finale

### Effectif
Karl Rappan est le sélectionneur de la Suisse durant la Coupe du monde.
| Numéro / Nom       | Numéro / Nom      | Club                    | Date de naissance |                 |
| Gardiens de but    | Gardiens de but   | Gardiens de but         | Gardiens de but   | Gardiens de but |
| ------------------ | ----------------- | ----------------------- | ----------------- | --------------- |
| 1                  | Karl Elsener      | Grasshopper Club Zurich | 13.08.1934        |                 |
| 2                  | Antonio Permunian | FC Lucerne              | 15.08.1930        |                 |
| 3                  | Kurt Stettler     | FC Bâle                 | 21.08.1932        |                 |
| Défenseurs         |                   |                         |                   |                 |
| 4                  | Willy Kernen      | FC La Chaux-de-Fonds    | 06.08.1929        |                 |
| 5                  | Fritz Morf        | FC Granges              | 29.01.1928        |                 |
| 6                  | Peter Rösch       | Servette FC Genève      | 15.09.1930        |                 |
| 7                  | Heinz Schneiter   | BSC Young Boys          | 12.04.1935        |                 |
| 8                  | Ely Tacchella     | Lausanne-Sports         | 25.05.1936        |                 |
| 9                  | André Grobéty     | Lausanne-Sports         | 22.06.1933        |                 |
| 10                 | Fritz Kehl        | FC Zurich               | 12.07.1937        |                 |
| 11                 | Eugen Meier       | BSC Young Boys          | 30.04.1930        |                 |
| Milieux de terrain |                   |                         |                   |                 |
| 13                 | Hans Weber        | FC Bâle                 | 08.09.1934        |                 |
| 14                 | Anton Allemann    | AC Mantova              | 06.01.1936        |                 |
| 20                 | Roger Vonlanthen  | Lausanne-Sports         | 13.02.1929        |                 |
| Attaquants         |                   |                         |                   |                 |
| 12                 | Marcel Vonlanthen | Lausanne-Sports         | 08.09.1933        |                 |
| 15                 | Charles Antenen   | FC La Chaux-de-Fonds    | 03.11.1929        |                 |
| 16                 | Richard Dürr      | Lausanne-Sports         | 01.12.1938        |                 |
| 17                 | Norbert Eschmann  | Stade français          | 19.03.1933        |                 |
| 18                 | Philippe Pottier  | Stade français          | 09.07.1938        |                 |
| 19                 | Gilbert Rey       | Lausanne-Sports         | 30.10.1930        |                 |
| 21                 | Rolf Wüthrich     | Servette FC Genève      | 04.09.1938        |                 |
| 22                 | Roberto Frigerio  | FC La Chaux-de-Fonds    | 16.05.1938        |                 |
| Trainer            |                   |                         |                   |                 |
|                    | Karl Rappan       |                         | 26.09.1905        |                 |

### Premier tour
| Classement final |                      |     |   |   |   |   |    |    |      |
|                  | Équipe               | Pts | J | G | N | P | BP | BC | Moy. |
| 1                | Allemagne de l'Ouest | 5   | 3 | 2 | 1 | 0 | 4  | 1  | 4.00 |
| 2                | Chili                | 4   | 3 | 2 | 0 | 1 | 5  | 3  | 1.67 |
| 3                | Italie               | 3   | 3 | 1 | 1 | 1 | 3  | 2  | 1.50 |
| 4                | Suisse               | 0   | 3 | 0 | 0 | 3 | 2  | 8  | 0.25 |

| 30 mai | Chili                | 3 | 1 | Suisse               |
| 31 mai | Italie               | 0 | 0 | Allemagne de l'Ouest |
| 2 juin | Chili                | 2 | 0 | Italie               |
| 3 juin | Allemagne de l'Ouest | 2 | 1 | Suisse               |
| 7 juin | Allemagne de l'Ouest | 2 | 0 | Chili                |
| 8 juin | Italie               | 3 | 0 | Suisse               |

| 30 mai 1962                       | Chili                         | 3 - 1   | Suisse      | Stade national, Santiago                   |                                            |
| 15:00 · Historique des rencontres | Sánchez 44e 55e · Ramírez 51e | (1 - 1) | 6e Wüthrich | Spectateurs : 65 000 Arbitrage : Ken Aston | Spectateurs : 65 000 Arbitrage : Ken Aston |
| 15:00 · Historique des rencontres | Rapport                       |         |             | Spectateurs : 65 000 Arbitrage : Ken Aston | Spectateurs : 65 000 Arbitrage : Ken Aston |

| 3 juin 1962                       | Allemagne de l'Ouest    | 2 - 1   | Suisse        | Stade national, Santiago                  |                                           |
| 15:00 · Historique des rencontres | Brülls 45e · Seeler 59e | (1 - 0) | 73e Schneiter | Spectateurs : 64 922 Arbitrage : Leo Horn | Spectateurs : 64 922 Arbitrage : Leo Horn |
| 15:00 · Historique des rencontres | Rapport                 |         |               | Spectateurs : 64 922 Arbitrage : Leo Horn | Spectateurs : 64 922 Arbitrage : Leo Horn |

| 7 juin 1962                       | Italie                        | 3 - 0   | Suisse | Stade national, Santiago                          |                                                   |
| 15:00 · Historique des rencontres | Mora 1re · Bulgarelli 65e 67e | (1 - 0) |        | Spectateurs : 59 828 Arbitrage : Nikolaï Latychev | Spectateurs : 59 828 Arbitrage : Nikolaï Latychev |
| 15:00 · Historique des rencontres | Rapport                       |         |        | Spectateurs : 59 828 Arbitrage : Nikolaï Latychev | Spectateurs : 59 828 Arbitrage : Nikolaï Latychev |